# جين وليامز
جين وليامز (بالإنجليزية: Gene Williams)‏ هو قائد فرقة ‏ ومغني وموسيقي أمريكي، ولد في القرن العشرين.

## روابط خارجية
- جين وليامز على موقع IMDb (الإنجليزية)
- جين وليامز على موقع أول ميوزيك (الإنجليزية)